# KINTA Ma-xim MIX
『KINTA Ma-xim MIX』（キンタ・マ キシム・ミックス）は、つボイノリオが2006年に発表した楽曲である。

## 解説
2006年4月、iTunes Storeにおいて販売されたデジタル・ダウンロードシングル。つボイの21世紀初のソロリリース作品である。
その原形が公開されたのは、愛知県で2005年日本国際博覧会「愛・地球博」が開催された2005年。同年9月、「つボイノリオの聞けば聞くほど」（CBCラジオ）主催のリスナー集会がデ・ラ・ファンタジア内のディスコ、GLAMOROUS ONE-92で開催された。同氏選曲のディスコ・ナンバーに混ぜて、スタッフが「金太の大冒険」「本願寺ぶるーす」「極付け!お万の方」にダンスアレンジを施したリミックスメドレーを流したところ、参加者からの評判を呼ぶ。
発売にあたってこの音源に「怪傑黒頭巾」「花のDJ稼業」をプラス、さらに権利上の問題を解決するためつボイのヴォーカルが新たに録り直され、12分の楽曲へと発展。その後、iTunes Store限定での発売が決まった。発売にあたり、楽曲が9分56秒に短縮された（iTunes Storeでは10分以上の楽曲はアルバム扱いとなり価格が上がるため）。
2006年4月の発売当初は宣伝不足もありランキング入りしなかったが、発売5日目にインターネットラジオ『つボイ楽耳王』で本楽曲が紹介されるとチャートを上昇し、日本のiTunes Storeのダンスチャートではダフト・パンクを抑えて連続3週間首位、総合チャートでも最高17位と健闘した。
本楽曲は、つボイ自らの出資により原盤製作を行った。
本楽曲のiTunes Storeでの発売を仲介したのは「FM LOVEARTH」のプロデューサーだった湯澤巧である。
同年6月9日金曜日には中部日本放送（CBC）より1000枚限定でCD発売（この日は、つボイがパーソナリティーを務めている「聞けば聞くほど」の久方ぶりの公開生放送の日でもあった）。同社の通販サイトでは発売2週間前から先行予約が行われたが予約開始から数日で完売し、別に手売り用として残された500枚も3日で完売した。
なお、2011年8月17日にポニーキャニオンから発売された（現在ポニーキャニオン盤は既に廃盤。2014年2月26日にワーナーミュージック・ジャパンから再発売予定）本人のベストアルバム「つボイノリオ ゴールデン☆ベスト」にもこの楽曲が収録された。

## 収録曲
1. KINTA Ma-xim MIX

### 使用曲
1. 金太の大冒険
2. 本願寺ぶるーす
3. 怪傑黒頭巾
4. 花のDJ稼業
5. 極付け!お万の方
6. 金太の大冒険